# 16 июня
16 июня — 167-й день года (168-й в високосные годы) по григорианскому календарю.
До конца года остаётся 198 дней.
До 15 октября 1582 года — 16 июня по юлианскому календарю, с 15 октября 1582 года — 16 июня по григорианскому календарю.
В XX и XXI веках соответствует 3 июня по юлианскому календарю.

## Праздники и памятные дни
См. также: Категория:Праздники 16 июня

### Международные
- ООН — День защиты детей Африки (1991)
- ООН — Международный день семейных денежных переводов[2] (2015)

### Национальные
- Ирландия — Праздник «Блумсдэй» (1904)
- Южно-Африканская Республика — День молодёжи (1976)

### Религиозные
Православие
- память священномученика Лукиана, епископа[5], Максиана, пресвитера, Иулиана, диакона, Маркеллина и Сатурнина в Бельгии (81—96)
- память мучеников Лукиллиана, Клавдия, Ипатия, Павла, Дионисия и мученицы Павлы девы (270—275)[6]

- перенесение мощей благоверного царевича Димитрия из Углича в Москву (1606)
- память иконы Божией Матери «Одигитрия» Югская (1615)
- память преподобномученика Киприана (Нелидова), иеромонаха (1934)
- память священномученика Михаила Маркова, пресвитера (1938)

#### Католические
День памяти Феликса и Мавра, святых из Нарни.

### Именины
- Католические: Алина, Юстина.
- Православные: Афанасий, Дионисий (Денис), Дмитрий, Ипатий, Клавдий, Лаврентий, Лазарь, Лукьян, Павел, Павла, Полина, Семён, Софья, Ульяна, Юлиан.

### Прочие
- Блумсдэй («День Блума»), устраиваемый ежегодно поклонниками ирландского писателя Джеймса Джойса. Назван в честь главного героя романа Джойса «Улисс».

## События
См. также: Категория:События 16 июня

### До XIX века
- 632 — Йездегерд III стал царём царей Сасанидского Ирана (традиционная дата)[7].
- 1373 — Англия и Португалия подписали договор о союзе[англ.][8].
- 1407 — армия Мин захватила бывшего вьетского императора Хо Куи Ли и его сына, императора Хо Хан Тхыонга, из династии Хо (16—17 июня)[9].
- 1487 — Война Алой и Белой розы: Генрих VII Тюдор одержал победу над Йорками в битве при Стоук-Филд.
- 1674 — коронован Шиваджи, основатель Маратхской империи[10][11].

### XIX век
- 1815
  - Наполеон I Бонапарт одержал в битве при Линьи свою последнюю победу (над прусско-саксонской армией генерал-фельдмаршала Г. Л. Блюхера).
  - Сражение у Катр-Бра, между англо-голландской армией под командованием Веллингтона и французскими войсками маршала Нея, в ходе Ста дней Наполеона.
- 1816 — после вечера с рассказами о призраках, проведённого на берегу Женевского озера в компании Гордона Байрона и Перси Биши Шелли, 18-летней Мэри Шелли приснился кошмар, который лёг в основу её романа «Франкенштейн, или Современный Прометей».
- 1822 — открылось здание цирка на Крестовском острове, первое в Санкт-Петербурге здание, построенное специально для цирка.
- 1842 — в Санкт-Петербурге указом императора Николая I создано Депо образцовых мер и весов[12].
- 1862 — в театре на Бродвее во время представления пьесы «Мазепа» (по Байрону) актриса Ада Менкен появляется полуголой, что приведёт к скандалу и чуть ли не к закрытию театра.
- 1871 — принятие «Акта университетских тестов» позволило студентам поступать в Оксфорд и Кэмбридж без прохождения религиозных тестов.
- 1874 — открыта Кавендишская физическая лаборатория при Кембриджском университете — один из мировых центров экспериментальной физики, биологии и других фундаментальных исследований. Основана в 1871 году.
- 1894 — по инициативе Пьера де Кубертена собирается конгресс по вопросу об учреждении (возобновлении проведения) Олимпийских игр.

### XX век
- 1903
  - Основана The Ford Motor Company.
  - В США зарегистрирована торговая марка «Пепси-кола».
  - Началась первая арктическая экспедиция Руаля Амундсена (в ночь с 16 на 17 июня).
- 1907 — в Российской империи распущена II Государственная дума.
- 1911 — основана корпорация IBM.
- 1913 — в ЮАС Герберт Гладстон от имени короля подписал закон[англ.], который резко ограничил права на владение землёй чернокожими[13].
- 1919 — в городе Прешове провозглашена Словацкая Советская Республика.
- 1921 — образование Аджарской АССР.
- 1925 — в Гурзуфе (Крым) открылся Всесоюзный пионерский лагерь «Артек». Первые 80 пионеров разместились в брезентовых палатках.
- 1927 — в Москве прошла первая легкоатлетическая эстафета на призы газеты «Вечерняя Москва».
- 1927 — завершила свою работу Женевская конференция созванная по инициативе Джозефа Остина Чемберлена.
- 1930 — Совет Народных Комиссаров СССР принял постановление о введении декретного времени.
- 1934 — создан Союз писателей Украины.
- 1936 — в передовице «Правды» впервые использована фраза «Неустанная забота партии и правительства».
- 1940 — советское правительство выдвинуло правительствам Латвии и Эстонии ультиматум с требованием допуска на территорию этих стран дополнительных советских войск.
- 1943 — 54-летний Чарли Чаплин женился на 18-летней Уне О’Нил. В этом браке он прожил более 30 лет, вырастив восьмерых детей.
- 1944 — Исландия приняла конституцию.
- 1955 — катастрофа L-049 под Асунсьоном (Парагвай). Погибли 16 человек.
- 1959 — в Москве открылась Выставка достижений народного хозяйства, созданная на основе Всесоюзной сельскохозяйственной выставки.
- 1963 — стартовал космический корабль «Восток-6» с Валентиной Терешковой, первой в мире женщиной-космонавтом.
- 1972 — в Нью-Йорке открылся Музей джаза.
- 1974 — в Сомали объявлено о закрытии вузов на год с тем, чтобы студенты обучили кочевников страны грамоте.
- 1976 — в ЮАР началось молодёжное восстание в Соуэто.
- 1981 — писатель Владимир Войнович был лишён советского гражданства «за действия, порочащие звание гражданина СССР».
- 1983
  - Папа римский Иоанн Павел II прибыл с официальным визитом в Польшу, где вёл переговоры с генералом Ярузельским и Лехом Валенсой.
  - Юрий Андропов стал председателем Президиума Верховного Совета СССР.
- 1994 — Швеция приняла решение о строительстве моста и туннеля в Данию.
- 1996
  - Президентские выборы в России.
  - 22-летний австрийский автогонщик Александр Вурц стал самым молодым в истории победителем гонки «24 часа Ле-Мана».

### XXI век
- 2002 — римская католическая церковь канонизировала Пио из Пьетрельчины.
- 2010 — Бутан стал первой страной, полностью запретившей табак.
- 2012
  - В составе экипажа корабля «Шэньчжоу-9», запущенного для первой национальной пилотируемой стыковки с орбитальной лабораторией «Тяньгун-1», отправлена первая китайская женщина-тайконавт Лю Ян.
  - В Архангельске стартовал первый рок-фестиваль «Остров».
- 2015 — Дональд Трамп объявил о выставлении своей кандидатуры на президентских выборах в США 2016 года.
- 2016 — открыт шанхайский «Диснейленд».

## Родились
См. также: Категория:Родившиеся 16 июня

### До XIX века
- 1313 — Джованни Бокаччо (ум. 1375), итальянский писатель и поэт, автор «Декамерона».
- 1735 — Иван Ганнибал (ум. 1801), российский военачальник, главнокомандующий Черноморским флотом, основатель Херсона.
- 1754 — Салават Юлаев (ум. 1800), башкирский поэт и национальный герой, сподвижник Емельяна Пугачёва.
- 1778 — Александр Плещеев (ум. 1862), русский композитор, виолончелист, поэт, драматург.

### XIX век
- 1801 — Юлиус Плюккер (ум. 1868), немецкий математик и физик.
- 1828 — Пётр Бессонов (ум. 1898), русский славист, фольклорист, издатель сборников болгарского, сербского, русского фольклора.
- 1845 — Генрих Дрессель (ум. 1920), немецкий археолог и нумизмат.
- 1867 — Карл Густав Маннергейм (ум. 1951), русский и финский военный деятель, финский государственный деятель, маршал, президент Финляндии (1944—1946).
- 1871 — Тихон Бондарев (ум. 1941), русский революционер, советский партийный деятель.
- 1873 — Антонина Нежданова (ум. 1950), оперная певица (лирико-колоратурное сопрано), народная артистка СССР.
- 1874 — Уильям Эндрю Уайт (ум. 1936), канадский военный и священник, первый чернокожий капелан в британской армии.
- 1880 — Алиса Бейли (ум. 1949), американский эзотерик и писатель.
- 1888 — Александр Фридман (ум. 1925), русский математик и геофизик, создатель теории нестационарной Вселенной.
- 1890 — Нае Ионеску (ум. 1940), румынский философ, логик, журналист, редактор, публицист, политик. педагог.
- 1894 — Фёдор Толбухин (ум. 1949), Маршал Советского Союза, Герой Советского Союза (посмертно).
- 1896 — Мюррей Лейнстер (наст. имя Уильям Фицджеральд Дженкинс; ум. 1975), американский писатель-фантаст.
- 1897 — Георг Виттиг (ум. 1987), немецкий химик-органик, лауреат Нобелевской премии (1979).

### XX век
- 1901 — Павел Полубояров (ум. 1984), маршал бронетанковых войск, Герой Советского Союза.
- 1903 — Виссарион Саянов (наст. фамилия Махнин; ум. 1959), русский советский писатель и поэт.
- 1907
  - Сергей Зеньковский (ум. 1990), русский эмигрантский историк, славист.
  - Елена Кругликова (ум. 1982), оперная певица (лирическое сопрано), народная артистка РСФСР.
- 1924
  - Лаки Томпсон (ум. 2005), американский джазовый саксофонист.
  - Адам Ханушкевич (ум. 2011), польский актёр и театральный режиссёр.
- 1932 — Алла Осипенко (ум. 2025), советская артистка балета, киноактриса и балетный педагог.
- 1937
  - Эрик Сигл (ум. 2010), американский писатель, киносценарист, драматург.
  - Симеон II, последний царь Болгарии (1943—1946), премьер-министр страны (2001—2005).
- 1938 — Джойс Кэрол Оутс, американская писательница, поэтесса, драматург, критик.
- 1944 — Галина Яцкина (ум. 2024), актриса театра и кино, заслуженная артистка РСФСР.
- 1950 — Митхун Чакраборти (наст. имя Гоуранга Чакраборти), индийский киноактёр.
- 1951 — Роберто Дуран, панамский боксёр, чемпион мира в четырёх весовых категориях.
- 1952 — Александр Зайцев, советский фигурист, двукратный олимпийский чемпион, 6-кратный чемпион мира.
- 1953 — Валери Махаффей (ум. 2025), американская характерная актриса и продюсер, лауреат прайм-таймовой премии «Эмми» в (1992).
- 1954
  - Сергей Курёхин (ум. 1996), композитор, джазмен, рок-пианист, аранжировщик, участник группы «Аквариум».
  - Владимир Сунгоркин (ум. 2022), советский и российский журналист, главный редактор газеты «Комсомольская правда».
- 1955
  - Артемий Троицкий, российский рок-журналист, музыкальный критик.
  - Анатолий Чубайс, российский политик и экономист, государственный и хозяйственный деятель.
- 1957 — Александра Маринина (наст. имя Марина Алексеева), российская писательница, детективов.
- 1964 — Рамиль Хайрутдинов (ум. 2025), советский и российский татарский историк, кандидат исторических наук.
- 1965 — Юрий Ханон (Юрий Соловьёв-Савояров), советский и российский композитор, писатель, художник, первый лауреат премии Европейской киноакадемии (1988).
- 1966
  - Ян Железны, чешский копьеметатель, трёхкратный олимпийский чемпион, трёхкратный чемпион мира.
  - Юлия Латынина, российская журналистка, писательница, публицист.
- 1967 — Юрген Клопп, немецкий футболист и футбольный тренер.
- 1971 — Тупак Шакур (ум. 1996), американский музыкант, рэп-исполнитель, актёр и продюсер.
- 1977 — Чайна Шейверс, американская актриса кино и телевидения.
- 1978
  - Даниэль Брюль, немецкий актёр испанского происхождения, продюсер, режиссёр.
  - Дайнюс Зубрус, российский и литовский хоккеист.
- 1980 — Брэд Гушу, канадский кёрлингист, олимпийский чемпион (2002).
- 1982 — Мисси Перегрим, канадская актриса кино и телевидения, фотомодель.
- 1983 
  - Анастасия Савосина, российская актриса театра и кино.
  - Альберто Фернандес, испанский стрелок, олимпийский чемпион (2020), трёхкратный чемпион мира, чемпион Европы.
- 1986
  - Мария Ивакова, российская фотомодель, актриса и видеоблогер.
  - Фернандо Муслера, уругвайский футболист, вратарь.
- 1987
  - Тобиас Вендль, немецкий саночник, 6-кратный олимпийский чемпион.
  - Ольга Кузьмина, российская актриса театра, кино и дубляжа.
  - Анна Чиповская, российская актриса театра и кино.
- 1990 — Джон Ньюмен, британский певец, музыкант, автор-исполнитель.
- 1992 — Владимир Морозов, российский пловец, многократный чемпион мира и Европы на короткой воде.
- 1995 — Джозеф Скулинг, сингапурский пловец, олимпийский чемпион на дистанции 100 м баттерфляем (2016).
- 1997
  - Артём Долгопят, израильский гимнаст украинского происхождения, олимпийский чемпион (2020).
  - Орлан Канор, французская гандболистка, двукратная чемпионка мира, чемпионка Европы.
- 2000
- Бьянка Андрееску, канадская теннисистка.
- Tay-K (наст. имя Тэймор Трэвон Макинтайр), американский рэп-исполнитель, автор песен

## Скончались
См. также: Категория:Умершие 16 июня

### До XIX века
- 1626 — Христиан Брауншвейгский (р. 1599), немецкий протестантский военачальник времён Тридцатилетней войны.
- 1671 — казнён Степан Разин (р. 1630), донской казак, предводитель восстания 1670—1671 гг. (четвертован).
- 1722 — Джон Черчилль, 1-й герцог Мальборо (р. 1650), английский военный и государственный деятель.
- 1752 — Джозеф Батлер (р. 1692), английский философ-моралист.

### XIX век
- 1812 — Франц Пфорр (р. 1788), немецкий живописец, основоположник назарейской живописи.
- 1858 — Джон Сноу (р. 1813), британский врач, один из пионеров массового внедрения анестезии и медицинской гигиены, один из основателей эпидемиологии.
- 1866 — Порфирий Глебов (р. ок. 1810), российский военный историк, генерал-лейтенант.
- 1869 — Чарльз Стёрт (р. 1795), английский путешественник и колониальный деятель, исследователь Австралии.
- 1878 — Кроуфорд Лонг (р. 1815), американский врач и фармацевт, первым применивший ингаляционный диэтиловый эфир в качестве анестезирующего средства.
- 1880 — Александр Гине (р. 1830), российский художник, академик Императорской Академии художеств.
- 1881 — Александра Ишимова (р. 1805), русская детская писательница, переводчица.
- 1884 — Орест Новицкий (р. 1806), украинский и российский философ, психолог, писатель.

### XX век
- 1930 — Элмер Сперри (р. 1860), американский изобретатель, создатель гирокомпаса.
- 1933 — Хаим Арлозоров (р. 1899), писатель, политик, один из лидеров сионистского движения.
- 1938 — Анастасия Биценко (р. 1875), деятельница российского революционного движения, эсерка.
- 1940 — Жозеф Мейстер (р. 1876), первый в мире человек, вылеченный от бешенства.
- 1944 — Марк Блок (р. 1886), французский историк.
- 1951 — Пётр Павленко (р. 1899), русский советский писатель, сценарист, журналист.
- 1958 — Имре Надь (р. 1896), венгерский политический и государственный деятель.
- 1960 — Фрэнсис Паркер Йоки (р. 1917), американский философ и политик, неонацист.
- 1964 — Лидия Клемент (р. 1937), советская эстрадная певица.
- 1967 — Эжени Коттон (р. 1881), французский физик, основательница Международной демократической федерации женщин.
- 1970 — Эльза Триоле (урожд. Элла Каган; 1896), российская и французская писательница и переводчица.
- 1977 — Вернер фон Браун (р. 1912), немецкий конструктор ракетно-космической техники, создатель первых баллистических ракет.
- 1979
  - Лазарь Лагин (наст. фамилия Гинзбург; р. 1903), советский писатель, автор повести-сказки «Старик Хоттабыч».
  - Николас Рэй (р. 1911), американский кинорежиссёр, актёр, обладатель «Оскара».
- 1985 — Юлдаш Агзамов (р. 1909), узбекский режиссёр.
- 1988 — Владимир Смирнов (р. 1910), советский геолог, академик АН СССР.
- 1994 — Александр Константинов (р. 1910), полковник погранвойск КГБ СССР, Герой Советского Союза.
- 1995 — Владимир Алексенко (р. 1923), лётчик, дважды Герой Советского Союза.

### XXI век
- 2008 — Вадим Верещак (р. 1914), советский и украинский кинооператор.
- 2009 — Руслан Скрынников (р. 1931), советский и российский историк, автор исследований по эпохе Ивана IV Грозного.
- 2015 — Кирк Керкорян (р. 1917), американский предприниматель армянского происхождения, миллиардер.
- 2017
  - Гельмут Коль (р. 1930), немецкий политик, федеральный канцлер ФРГ в 1982—1998 гг.
  - Джон Эвилдсен (р. 1935), американский кинорежиссёр, лауреат премии «Оскар».
- 2018
  - Мартин Брегман (р. 1926), американский кинопродюсер.
  - Геннадий Рождественский (р. 1931), дирижёр, пианист, композитор, народный артист СССР, Герой Социалистического Труда.
- 2020 — Алексей Порошенко (р. 1936), предприниматель и политик, отец пятого Президента Украины П. А. Порошенко.
- 2024 — Боб Шуль (р. 1937), американский легкоатлет, чемпион летних Олимпийских игр (1964).

## Приметы
Лука Ветряник / Лукьянов день
- На Лукиана не ложись спать рано, а приглядывайся, откуда ветер дует: южный ветер — к урожаю яровых, северо-западный — к сырому лету, восточный — к наносным болезням. С севера — будет день ясный; прохладный ветер — к граду; с юга или запада — к ненастью; с юго-запада — ненастье надолго[14].
- Если вихрь медленно поднимается кверху и долго перемещается, вращаясь, — погода будет ясная.